# Chlorbensid
Chlorbensid ist eine chemische Verbindung aus der Gruppe der Thioether.

## Gewinnung und Darstellung
Chlorbensid kann durch Reaktion von p-Chlorphenylmercaptan und p-Chlorbenzylchlorid gewonnen werden.

## Eigenschaften
Chlorbensid ist ein Feststoff, der praktisch unlöslich in Wasser ist.

## Verwendung
Chlorbensid wird als Akarizid, Mitizid und Insektizid verwendet.

## Zulassungsstatus
In den Staaten der EU und in der Schweiz sind keine Pflanzenschutzmittel mit diesem Wirkstoff zugelassen. In der DDR war es bis 1967 zugelassen.